# Liberté de la presse en Turquie
La liberté de la presse en Turquie constitue l'état des droits et des conditions matérielles permettant aux journalistes d'exercer leur liberté de conscience et d'expression via des médias (journaux, revues...) dans la Turquie républicaine (1923 à nos jours). 
Bien que des lois garantissant de façon formelle la liberté de la presse existent depuis la seconde ère constitutionnelle de l'Empire ottoman (1908-1920), la presse d'opposition au pouvoir fait l'objet d'une répression constante. La situation de la liberté de presse est considéré comme très inquiétante en Turquie selon les ONG de défense de la liberté de presse. La situation s'est fortement dégradée ces dernières années,. 

## Histoire

### Période kémaliste
Mustafa Kemal Ataturk, le fondateur de la République de la Turquie, déclarait le 5 février 1924 : « La Turquie est le berceau de la presse de la nation, ce qui créera une vraie voix et la volonté de la forteresse de fer autour de la république. Un arbre de pensée, une façon de penser. C’est le droit de la République d’exiger cela de la part des attachés de presse. ». Pourtant, la période kémaliste est loin d’initier une quelconque libéralisation des médias. Au contraire, la surveillance Étatique de la presse s’accroît puisque celle-ci se retrouve progressivement canalisée.

### Années 1990-2000: un certain relâchement
Le relâchement du traitement autoritaire des décennies précédentes est favorable à davantage de liberté pour la presse. Les années 2000 marquent une certaine libéralisation du monde médiatique. En effet, la censure se réduit en février 2002 avec l'article 312 du Code pénal : officiellement destiné à punir l’expression de la haine raciale ou religieuse mais officieusement utilisé contre les partisans de l’islam politique ou de la cause kurde. L’arrivée au pouvoir de l’AKP s’accompagne d’une ouverture inédite, avec des réformes démocratiques qui améliorent la situation des médias. C'est dans cette continuité que de 2002 à 2004 des réformes, visant à faciliter le rapprochement avec l’Union européenne, réaffirment le droit à la liberté d’information. L’ajustement législatif se poursuit jusqu'en 2013-2014 puisque l’AKP a fait adopter de nouveaux amendements réduisant les peines encourues par les journalistes.

### Domination de l'AKP
Nicolas Cheviron, journaliste pour Slate, relate la prise en main de la presse par l'AKP en 2015. Selon lui, l'AKP a d'abord cherché à créer son propre bloc de médias en organisant le transfert, dans des conditions parfois surprenantes, de journaux et de chaînes grands publics vers des hommes d’affaires proches du pouvoir. Puis il a cherché à tuer la concurrence (en utilisant par exemple, les redressements fiscaux). Ensuite, l'AKP a essayé de museler la presse en utilisant la justice (cela a commencé en 2007 avec les procès Ergenekon). Les médias d'opposition (kémalistes, gülenistes, kurdes) ont été victimes de procès considérés comme abusifs par divers ONG et observateurs internationaux (RSF, CPJ, la Fédération européenne des journalistes, etc.), conduisant à l'arrestation de journalistes et à la mise sous tutelle de certains médias. 
En 2012, selon Reporters sans frontières (RSF), la Turquie est le pays emprisonnant le plus de journalistes au monde. Début 2013, le CPJ (comité pour la protection des journalistes) accuse le Premier ministre du pays, Recep Tayyip Erdogan, d'avoir lancé la plus violente campagne contre la liberté de la presse de l'histoire contemporaine de la Turquie. En 2014, selon RSF, la Turquie est classé 154 sur 180 en termes de liberté de presse. Elle se situe derrière la Russie, la Jordanie, l'Irak...En Europe, seule la Biélorussie fait pire que la Turquie. 
En avril 2016, deux journalistes du quotidien turc kémaliste Cumhuriyet, Hikmet Cetinkaya et Ceyda Karan sont condamnés à deux ans de prison pour « incitation à la haine publique » et « insultes à des valeurs religieuses » au motif qu'ils ont reproduit en 2015 des caricatures de Mahomet, parues dans Charlie Hebdo en réponse à l'attentat contre Charlie Hebdo.
En 2015, l'affaire des camions des services secrets turcs est révélée par Can Dündar (victime d'une tentative d'assassinat) et Erdem Gül du journal d'opposition Cumhuriyet. Les autorités turques poursuivent les journalistes et obtiennent, le 6 mai 2016 leur condamnation à respectivement 5 ans et 10 mois, et 5 ans de prison ferme pour « divulgation de secrets d'État ».
Le secrétaire général de Reporters sans frontières Christophe Deloire déclare « Le journalisme en soi est considéré comme un crime en Turquie. Ce verdict indigne envoie un signal d’intimidation extrêmement clair à toute une profession qui lutte pour sa survie. ». Le ministère français des Affaires étrangères déclare dans un communiqué « Nous rappelons notre attachement à la liberté d’expression et à la liberté de la presse, qui sont garanties par le droit international et qui constituent une composante essentielle de toute société démocratique. ».
En 2015, Mehmet Koksal, de la Fédération européenne des journalistes (FEJ), estime que l'AKP contrôle 80 % des médias. 
Les autorités saisissent en 2016 la chaîne de télévision Kanaltürk (en) et le journal Bugün. Les journaux et les chaînes de télévision appartenant au groupe Koza İpek Holding sont placés sous tutelle judiciaire, leur patrimoine est préempté par le Fonds d'assurance des dépôts d'épargne. L'opérateur public Türksat met fin à la diffusion de 13 chaînes et radios du groupe Samanyolu, considéré comme güleniste. Le directeur de Samanyolu, Hidayet Karaca, est placé en détention. En mars 2016, le groupe Zaman, proche de Gülen, qui possède notamment le quotidien Zaman, le journal de langue anglaise Today's Zaman et l'agence de presse Cihan, est mis sous tutelle judiciaire. Les journalistes sont remplacés et le groupe Zaman adopte une ligne éditoriale pro-Erdoğan. Selon la société Press For Freedom, près de 900 journalistes ont été licenciés en Turquie pour des raisons politiques entre janvier et avril 2016. Durant ces quatre mois, 33 journalistes ont été interpellés, 12 ont été présentés devant la justice et 12 autres ont été poursuivis pour « injure contre le président turc ». De plus, 104.904 sites ont été bloqués et il y a un accroissement de violence à l'encontre des journalistes (au total, il y a eu plus de 200 agressions contre des journalistes).
En juin 2016, le représentant de RSF en Turquie, Erol Önderoğlu est arrêté pour propagande terroriste en même temps qu'Ahmet Nesin, un journaliste et Şebnem Korur Fincancı, la présidente de la Fondation pour les droits de l’homme de Turquie.

### Tentative de coup d'État en 2016
En février 2017, Deniz Yücel, journaliste turc et allemand travaillant avec les journaux Die Tageszeitung et Die Welt, est accusé d'« appartenance à une organisation terroriste, utilisation de données et propagande terroriste » par la justice turque et d'« espion » par le président turc Recep Tayyip Erdoğan, Deniz Yücel qui couvre la répression généralisée après le coup d'Etat raté en Turquie du mois de juillet 2016, est emprisonné depuis février 2017. Cette affaire est largement critiquée par les médias allemands ainsi que par les politiques et le public allemand,,,,,.
Selon la Société des Journalistes de la Turquie, Turkiye Gazeteciler Cemiyeti (TGC), les pressions exercées sur les journalistes, comme Deniz Yücel, ont augmenté depuis l’annonce de l’état d’urgence le 21 juillet 2016. Depuis, beaucoup de journalistes sont en prison et la censure a pris une tournure radicale. L’ONG Reporters Sans Frontières écrit à ce sujet : « La Turquie est de nouveau la plus grande prison du monde pour les professionnels des médias. […] Les journalistes incarcérés et les médias fermés sont privés de tout recours effectif : l’Etat de droit n’est plus qu’un souvenir dans une République devenue hyper-présidentielle… ». En effet, on compte près de 150 médias fermés depuis le coup d’Etat raté. Il n’y a plus de chaîne de télévision critique, et seulement une poignée de journaux d’opposition.
Depuis le putsch manqué, les mandats d'arrêt sont délivrés à la chaîne et notamment contre les journalistes. C'est à ce titre, que l'on peut évoquer les mandats d'arrêts d'août 2017 contre 35 personnes dans le cadre d'une enquête sur les liens entre les médias et les réseaux du prédicateur Fethullah Gülen. Pour rappel, ce dernier est accusé par le gouvernement d'être à l'origine du putsch manqué. Ces journalistes sont poursuivis pour « appartenance à une organisation terroriste ». Burak Ekici, l’un des rédacteurs en chef du quotidien d’opposition Birgün, a lui-même annoncé avoir été interpellé. Au total, ils sont plus de 120 à être derrière les barreaux, et 520 autres libres mais craignant d'être arrêtés à tout moment.
Pour éviter d'être arrêtés, de nombreux journalistes ont aussi dû fuir. Reporters sans Frontières en compte 150, dont Can Dündar, l'ancien rédacteur en chef de Cumhuriyet, vivant désormais en Allemagne après avoir été incarcéré pour ses révélations sur des livraisons d’armes turques à des groupes djihadistes en Syrie. D'autres n'ont pas eu le temps de partir et se sont vus confisqués leurs passeports et certains biens.

### Après 2016
En octobre 2018, un article du New York Times contient un paragraphe complet avertissant que les médias turcs sont « soit contrôlés par le gouvernement, soit détenus par des dirigeants d’entreprises pro-gouvernementaux ». Il ajoute que « les censeurs sont souvent présents dans les salles de rédaction, et les journalistes et rédacteurs suivent étroitement les instructions des responsables de la présidence ».

## Aspects juridiques

### Application des conventions internationales en Turquie
La Turquie est un pays candidat à l'adhésion à l'Union européenne depuis de nombreuses années, et n'en est donc pas membre. Cependant, elle a ratifié, en 1954, la Convention européenne des droits de l’Homme (CEDH), qui est un traité international signé par les États membres du Conseil de l’Europe le 4 novembre 1950, entré en vigueur le 3 septembre 1953. La Convention a notamment pour but de protéger les droits de l’Homme et les libertés fondamentales. 
Après le coup d’État manqué en 2016, le vice-Premier ministre turc Numan Kurtulmuş a annoncé que la Turquie allait temporairement déroger aux règles de la CEDH pendant la durée de l’état d’urgence. 
Cela est une possibilité prévue par l’article 15 de la dite Convention qui « prévoit la possibilité d’une telle dérogation en cas de danger public menaçant la vie de la nation », auquel cas un État signataire « peut prendre des mesures dérogeant aux obligations » de la Convention. Toutefois, cette dérogation ne dispense pas un pays de respecter certains droits inaliénables, comme le « droit à la vie » ou l’interdiction de la torture. 
Depuis 2016, de nombreuses sanctions ont été infligées à des médias turcs. De nombreux journalistes ont été arrêtés pour avoir prétendument été impliqués dans le coup d’État ou pour être soupçonnés de faire partie de groupes terroristes. Cette augmentation des arrestations de journalistes a fait débat au Parlement européen de Strasbourg sur la situation de la liberté de presse en Turquie. En effet, la liberté de la presse et des médias fait partie des valeurs fondamentales de l'Union européenne. Il a été déclaré que l’attitude que la Turquie a adoptée envers des journalistes est absolument inacceptable. Le non-respect des valeurs fondamentales de l’Union européenne et les menaces incessantes envers la presse, entre autres, affaiblissent le processus de négociations entre la Turquie et l’Union européenne. Le coup d’État raté a été analysé comme un prétexte pour bloquer la liberté de presse.

### Droit turc
La liberté de la presse est normalement garantie par la constitution turque de 1982 dans le Chapitre II Droits et devoirs de l'individu, à l’article 26 : 
« 
- Chacun possède le droit d'exprimer, individuellement ou collectivement, sa pensée et ses opinions et de les propager oralement, par écrit, par l'image ou par d'autres voies. Cette liberté comprend également la faculté de se procurer ou de livrer des idées ou des informations en dehors de toute intervention des autorités officielles. La disposition de cet alinéa ne fait pas obstacle à l'instauration d'un régime d'autorisation en ce qui concerne les émissions par radio, télévision, cinéma ou autres moyens similaires.
- L'exercice de ces libertés peut être limité dans le but de préserver la sécurité nationale, l'ordre public, la sécurité publique, les caractéristiques fondamentales de la République et l'intégrité indivisible de l'État du point de vue de son territoire et de la nation, de prévenir les infractions, de punir les délinquants, d'empêcher la divulgation des informations qui sont reconnues comme des secrets d'État, de préserver l'honneur et les droits ainsi que la vie privée et familiale d'autrui et le secret professionnel prévu par la loi, et pour assurer que la fonction juridictionnelle soit remplie conformément à sa finalité.
- Les dispositions réglementant l'utilisation des moyens de diffusion des informations et des idées ne sont pas considérées comme limitant la liberté d'expression et de propagation de la pensée, pourvu qu'elles n'en empêchent pas la publication.
- La loi réglemente les formes, conditions et procédures relatives à l'exercice  de la liberté d'expression et de propagation de la pensée.

 »
Cependant, la presse turque est depuis peu muselée, à cause de l’article 301 du code pénal Turc. Entré en application le 1er juin 2005 et fut introduit au sein d'une réforme de la loi pénale préalable à l'ouverture des négociations en vue de l'adhésion de la Turquie à l'Union européenne pour amener la Turquie au niveau des standards européens. Il fut modifié par le parlement le 30 avril 2008 pour préciser son champs d'application. Il dispose que : 
- Le dénigrement public de la nation turque, de l’Etat de la République Turque ou de la Grande Assemblée Nationale Turque et des institutions juridiques de l’Etat sera puni de six mois à deux ans d’emprisonnement.
- Le dénigrement de l’armée et des organisations de police de l’Etat recevra la même peine.
- L’expression d’une pensée à visée critique ne constitue pas un délit.
- Les inculpations au nom de cet article doivent recevoir l’approbation du ministre de la Justice.

## Contestations

### Contestations internes
Toute tentative d'opposition est vivement réprimée, en particulier depuis 2016. On peut citer comme exemple l'affaire du journal Cumhuriyet, emblématique de la mise au pas de la presse par le pouvoir en Turquie. Cinq collaborateurs, piliers du journal d’opposition, ont été accusés d’« activités terroristes » et ont comparu en septembre 2017 devant un tribunal d’Istanbul. 
Alors, peut on encore être journaliste et critique envers le gouvernement actuellement ? Il en existe encore même s'ils sont de moins en moins nombreux. Les journaux d'opposition restant comme Cumhuriyet, Birgün et Evrensel (deux journaux de gauche), Sözcü (nationaliste) font peu de tirage et perdent en influence. De plus, ils sont harcelés par le régime, victimes d'intimidations et de menaces. C'est le cas du présentateur CNN Türk, Ahmet Hakan, agressé au vitriol par un journaliste progouvernemental après un éditorial. Malgré cela, il reste toujours un petit noyau dur, soutenu par des militants et défenseurs des droits de l’homme, qui résiste et garde sa ligne éditoriale, en dépit de ce harcèlement quotidien. Enfin, la presse satirique est un des derniers bastion turc pour la liberté d'expression de la presse. Elle s'efforce tant bien que mal et non sans peur de dépeindre la société turque avec l'humour corrosif qui a toujours été le sien.

### Positions de l'Union Européenne
La Turquie fait l'objet de critiques vives et régulières par les médias européens, notamment en ce qui concerne la liberté de la presse. À la suite de la tentative de coup d’État de 2016 et de la répression de toutes les personnes suspectées d'avoir pris part aux opérations ont fait l’objet d’un débat au Parlement européen à Strasbourg, et notamment sur la situation de la liberté de la presse en Turquie. Il a été rappelé que la liberté d’expression et les médias libres font partie des valeurs fondamentales de l’Union européenne. Il a été déclaré que l’attitude que la Turquie adopte envers des journalistes est absolument inacceptable. Au Parlement européen, la tentative de coup d’État est fortement condamnée. En effet, les députés européens considèrent que ce coup d’État a été utilisé comme une excuse pour bloquer la liberté de la presse. 
En 2017, Angela Merkel faisait part à Recep Tayyip Erdogan de ses préoccupations sur la liberté de la presse et de l'opinion en Turquie et déclarait : « La séparation des pouvoirs et la liberté d’expression doivent être garanties ». En conférence de presse, elle revenait alors sur son entretien avec le président turc et évoquait la tentative de coup d'État : « Avec le putsch, nous avons vu comment le peuple turc s’était levé pour la démocratie et les règles de la démocratie en Turquie [...] C’est exactement pourquoi, dans cette phase décisive, il est important que la liberté d’opinion soit respectée et, en relation avec cela, nous avons discuté de la liberté de la presse ».
Cependant, l'Union Européenne n'est plus assez influente pour faire changer les choses car les perspectives d'adhésion à l'union ne sont plus un levier aussi important que par le passé. De plus,  l'Europe a des intérêts avec la Turquie notamment sur la question des migrations et du terrorisme. Les États membres essayent alors de ménager la susceptibilité d'Erdogan et ne tranche pas toujours franchement sur la question de la liberté de la presse en Turquie. Les critiques sont rendues encore plus délicates avec l'accord entre l'Union Européenne et la Turquie, prévoyant de renvoyer les réfugiés arrivant en Grèce sur le sol turc, en échange de l'accueil d'une partie de ces réfugiés par l'Union Européenne. L'accord prévoit une contrepartie de 6 milliards d'euros à la Turquie pour lutter contre les passeurs et accueillir les réfugiés. Néanmoins, cette politique européenne consistant à fermer les yeux sur certaines actions du gouvernement turc est largement dénoncée par certains députés européens et certaines ONG. Guy Verhofstadt (ALDE) déclarait en mars 2016 dans l'hémicycle : « Il a les clés de l’Europe et maintenant nous sommes en train de le laisser contrôler tout aspect de notre culture et de notre façon de vivre ». Le député européen Gianni Pittella (S&D) a également rappelé que le gouvernement turc est soupçonné de museler les opposants et de censurer la presse d’opposition : « La Commission et le Conseil doivent surveiller les violations des droits de l’Homme par la Turquie ».

### Positions d'organisation non-gouvernementales
Des organisations internationales, notamment Reporters sans frontières (RSF) ou Amnesty International, dénoncent la répression opérée en Turquie à l’encontre des journalistes.
Depuis la tentative de coup d'État de juillet 2016, une campagne de répression sans précédent vise cette professions, certains journalistes étant emprisonnés dans l’attente d’un procès. 
La Constitution n'est plus systématiquement appliquée, et Internet et les réseaux sociaux sont fortement censurés. Amnesty International, accompagnée d’autres ONG telles que Reporters sans frontières (RSF), tout comme des médias comme Le Monde en appellent à tous les journalistes du monde afin de demander la libération des journalistes détenus en Turquie.  
On ne peut pas connaitre le nombre exact de journalistes incarcérés. En effet, les arrestations sont extrêmement fréquentes et les procédures judiciaires expéditives. Les conditions de détention sont spartiates et les peines encourues sont disproportionnées. Les demandes de libertés conditionnelles sont presque toujours rejetées. Certains journalistes internationaux sont arrêtés ou expulsés sans explication. 
Les conditions de détention bafouent le droit à la liberté d’expression, et violent les règles de traitement des détenus prévues par les Nations unies. Les textes juridiques mis en avant en Turquie à l’encontre des journalistes sont répressifs et restrictifs. Les autorités turques accusent les journalismes de terrorisme, alors même que ces accusations sont infondées et mensongères. 
Reporters Sans Frontières, a publié en avril 2018 son rapport sur l’état de la liberté de la presse dans le monde. Selon le rapport, la Turquie se situe à la 157ème place dans le classement mondial de la liberté de la presse. L'ONG ajoute que ces douze dernières années ont été marquées par une grave dégradation de la liberté de la presse en Turquie. Le pays est en effet considéré aujourd'hui comme l'un des pays les plus dangereux pour les journalistes. Johann Bihr, chargé de la Turquie au sein de Reporters sans frontières (RSF), faisait le point en 2017 sur la situation « dramatique » de la presse en Turquie qu'il qualifie même de désastreuse car il y a quelques années encore le pays connaissait un véritable pluralisme médiatique. Depuis 2016, on observe des détentions provisoires de nombreux journalistes abusives. Même leurs avocats n'ont un accès que limité aux actes d'accusation, comme c’est le cas pour les affaires liées au terrorisme. Ni jugés ni condamnés, la situation de ces journalistes s’éternise. Pierre Haski, président de RSF, dans un entretien à la RTBF ajoute : « Officiellement, ils sont accusés de subversion, de soutien à la secte Gülen, ou d'incitation à la violence. Dans la réalité, beaucoup d'entre eux sont simplement des détracteurs du président Erdogan, et sont là par délit d'opinion et pas avec des dossiers très étayés. ». Selon le rapport annuel de l’Association des journalistes de Turquie (TGC), 157 publications ont dû cesser en 2016 et 780 journalistes ont été privés de carte de presse.